# Cruzeiro (São Paulo)
Cruzeiro, amtlich Município de Cruzeiro, ist eine brasilianische Stadt im Bundesstaat São Paulo im mittleren Bereich des Paraíba-Tals gelegen, ca. 200 km östlich von São Paulo entfernt. Cruzeiro liegt 7 km nördlich der Rodovia Presidente Dutra, der Nationalstraße BR-116, die Rio de Janeiro mit São Paulo verbindet.
Die Stadt hat eine Fläche von 305 km²; sie zählte 77.039 Einwohner im Jahr 2010. Zum 1. Juli 2020 wurde die Bevölkerung auf 82.571 Einwohner geschätzt.

## Söhne und Töchter der Stadt
- Adriana Aparecida da Silva (* 1981), Marathonläuferin
- Breno Sidoti (* 1983), Radrennfahrer
- Fabinho (* 1986), Fußballspieler
- Breno Vinícius Rodrigues Borges (* 1989), Fußballspieler